# Sebastiano Ceccarini

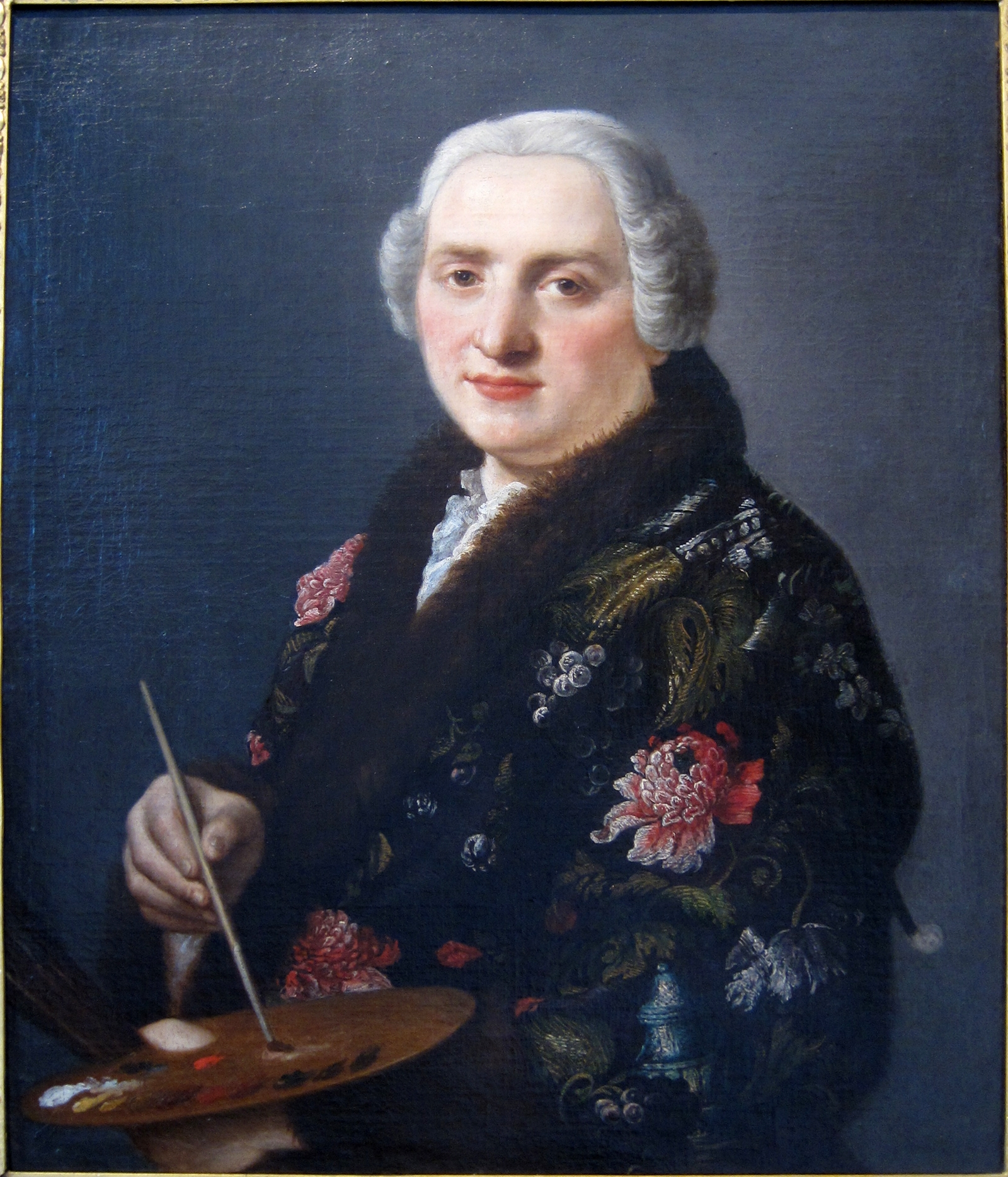
Autorretrato de Ceccarini

Sebastiano Ceccarini (1703-1783), nacido en Fano, fue un pintor italiano barroco. Fue alumno de Francesco Mancini y maestro de su sobrino Carlo Magini.

## Biografía
Trabajó en Roma durante el papado del papa Clemente XII, pintando un retablo para una capilla del Quirinale, perteneciente a los suizos. Se retiró con un salario pagado por la ciudad de Fano.
Pintó un retablo, representando a la Virgen y el Niño con San Francisco y San Sebastián y el Castillo de Mondolfo en el fondo, para la iglesia de San Sebastián en Mondolfo.

## Trabajos
- Retrato de una mujer noble (hacia 1750), Museo de Arte Walters, Baltimore[3]
- Asunción (ca. 1750), Iglesia de los santos Sergio y Baco, Roma
- Alegoría de los cinco sentidos, 1748, Milán, colección Altomani